# Pattinaggio di velocità ai X Giochi olimpici invernali - 1000 m femminile
La competizione dei 1000 m femminili di pattinaggio di velocità ai X Giochi olimpici invernali si è svolta il giorno 11 febbraio 1968 sulla pista L'Anneau de Vitesse a Grenoble.

## Risultati
| Pos.    | Atleta                   | Nazione          | Tempo  |
| ------- | ------------------------ | ---------------- | ------ |
| Oro     | Carolina Geijssen        | Paesi Bassi      | 1'32"6 |
| Argento | Ljudmila Titova          | Unione Sovietica | 1'32"9 |
| Bronzo  | Dianne Holum             | Stati Uniti      | 1'33"4 |
| 4       | Kaija Mustonen           | Finlandia        | 1'33"6 |
| 5       | Irina Egorova            | Unione Sovietica | 1'34"4 |
| 6       | Sigrid Sundby            | Norvegia         | 1'34"5 |
| 7       | Jeanne Ashworth          | Stati Uniti      | 1'34"7 |
| 8       | Kaija-Liisa Keskivitikka | Finlandia        | 1'34"8 |
| 9       | Kirsti Biermann          | Norvegia         | 1'35"0 |
| 10      | Stien Kaiser             | Paesi Bassi      | 1'35"2 |
| 11      | Lāsma Kauniste           | Unione Sovietica | 1'35"3 |
| 12      | Ruth Budzisch            | Germania Est     | 1'35"6 |
| 13      | Lisbeth Korsmo           | Norvegia         | 1'36"8 |
| 13      | Ellie van den Brom       | Paesi Bassi      | 1'36"8 |
| 15      | Christina Lindblom       | Svezia           | 1'36"9 |
| 16      | Hildegard Sellhuber      | Germania Ovest   | 1'37"2 |
| 17      | Martine Ivangine         | Francia          | 1'37"4 |
| 17      | Evi Sappl                | Germania Ovest   | 1'37"4 |
| 19      | Ylva Hedlund             | Svezia           | 1'37"5 |
| 20      | Doreen McCannell         | Canada           | 1'37"6 |
| 21      | Marcia Parsons           | Canada           | 1'37"7 |
| 22      | Arja Kantola             | Finlandia        | 1'37"9 |
| 23      | Jennifer Fish            | Stati Uniti      | 1'38"4 |
| 24      | Marie-Louise Perrenoud   | Francia          | 1'39"3 |
| 25      | Misae Takeda             | Giappone         | 1'40"4 |
| 26      | Sachiko Saito            | Giappone         | 1'41"0 |
| 27      | Wendy Thompson           | Canada           | 1'41"1 |
| 28      | Patricia Demartini       | Francia          | 1'44"6 |
| 29      | Trish Tipper             | Gran Bretagna    | 1'46"5 |